# Midrand
Midrand ist eine ehemals selbstständige Stadt in Südafrika. Sie liegt in der Provinz Gauteng und hatte 2011 87.387 Einwohner.
Seit den späten 1990er Jahren gehört Midrand zur Region 2 der Millionenstadt Johannesburg. Seit 2006 ist es Teil der Region A in der Metropolgemeinde City of Johannesburg. In Midrand gibt es einen Gautrain-Haltepunkt.

## Wirtschaft
Viele internationale Konzerne, wie Audi, T-Systems, Bosch, Siemens, BMW, Canon oder Osram, haben die Stadt aufgrund ihrer zentralen Lage zwischen Johannesburg und Pretoria, ihrer guten Anbindung an die Fernstraße N1 und der hohen Kriminalität im Zentrum Johannesburgs als Zentrum für ihre Südafrika-Aktivitäten gewählt. Vor allem seit den frühen 1990er Jahren zogen viele dieser Unternehmen, wie auch die südafrikanische Münze, das Edutech Centre, die GEA Process Engineering, Bosun Brick und Digital Surveillance Systems, wegen der wachsenden Kriminalität in Johannesburg nach Midrand um. Die Stadt ist daher in den letzten Jahren stark gewachsen und sehr modern.
Der Kyalami Grand Prix Circuit, die einzige Grand-Prix-Rennstrecke Südafrikas, befindet sich auf dem Gebiet Midrands.

## Internationale Politik
Das Panafrikanische Parlament der Afrikanischen Union (AU) verlegte 2008 seinen Sitz von Addis Abeba nach Midrand. Auch das Programm New Partnership for Africa’s Development der AU hat hier seinen Verwaltungssitz.

## Bildung
In der Stadt ist das Midrand Graduate Institute ansässig.

## Galerie

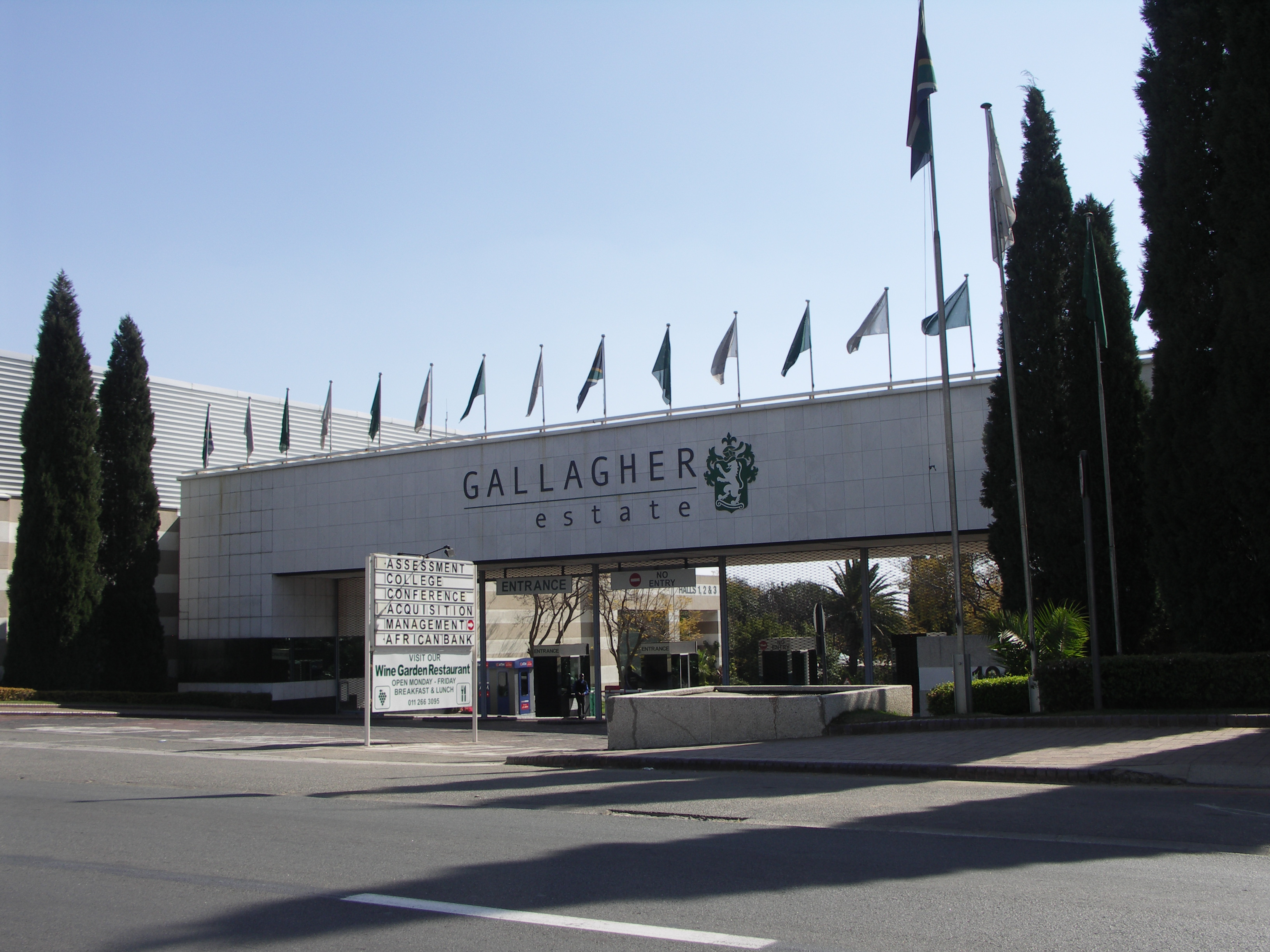
Sitz des Panafrikanischen Parlamentes in Midrand
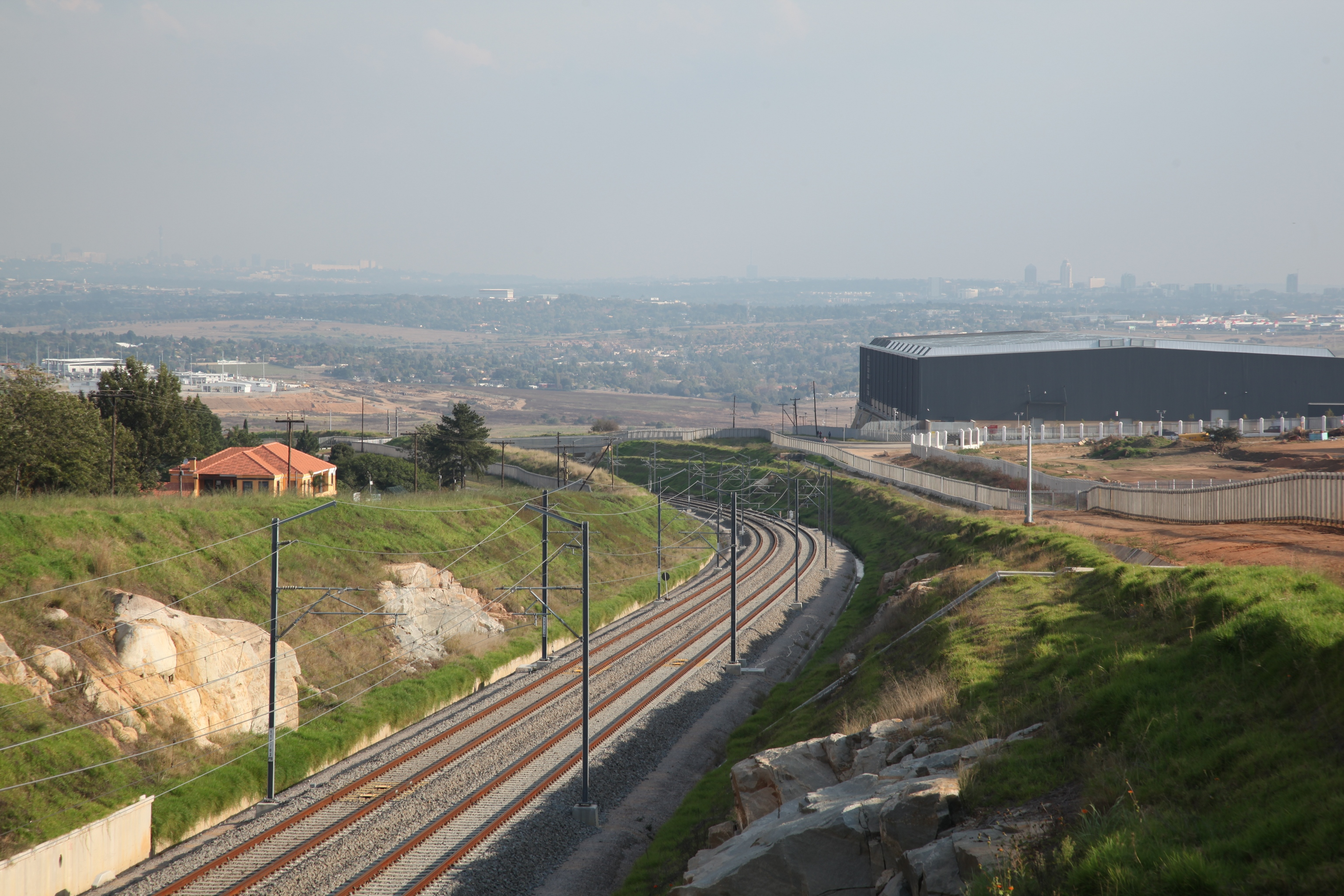
Gautrain-Trasse in Midrand
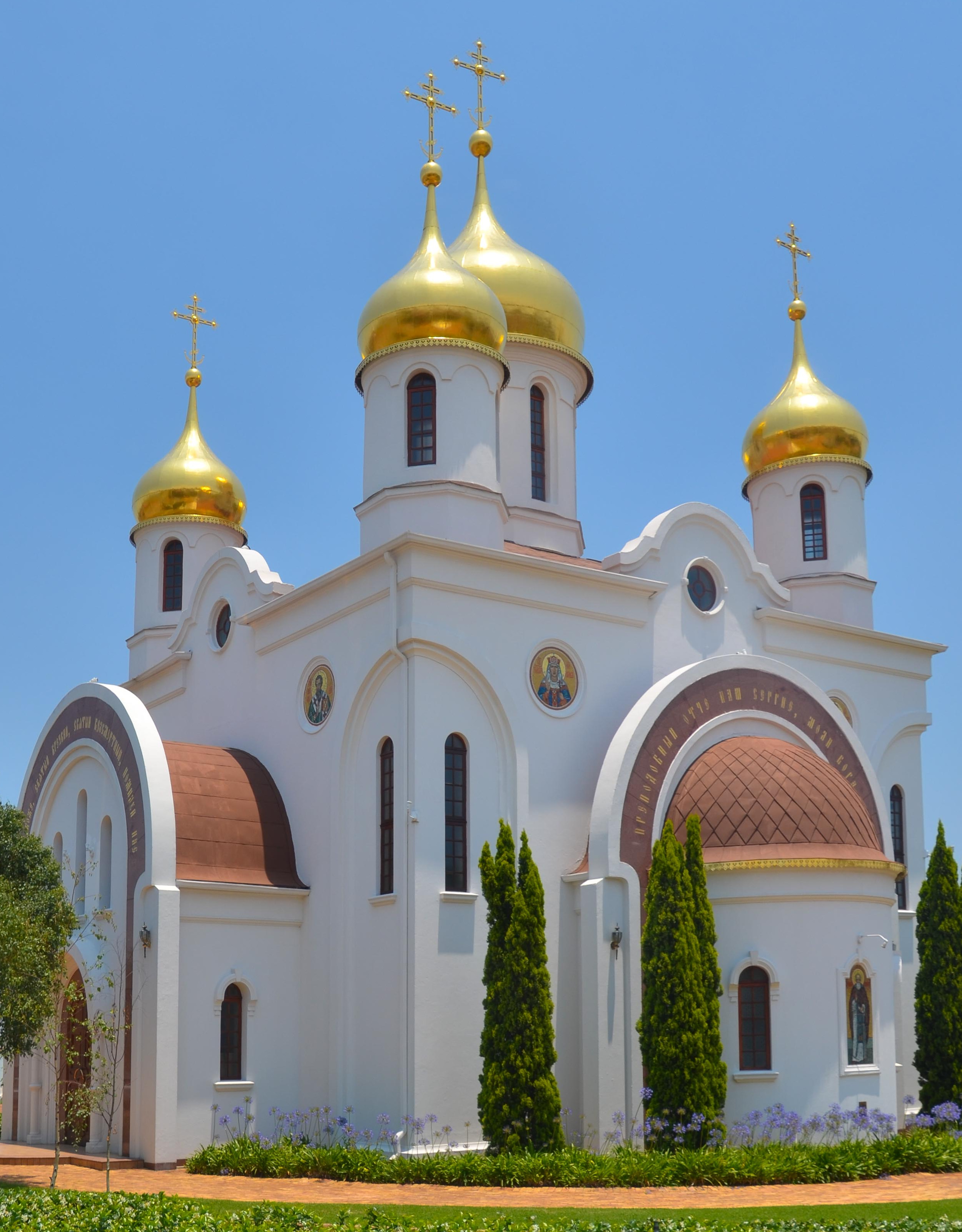
Russisch-Orthodoxe Kirche in Midrand
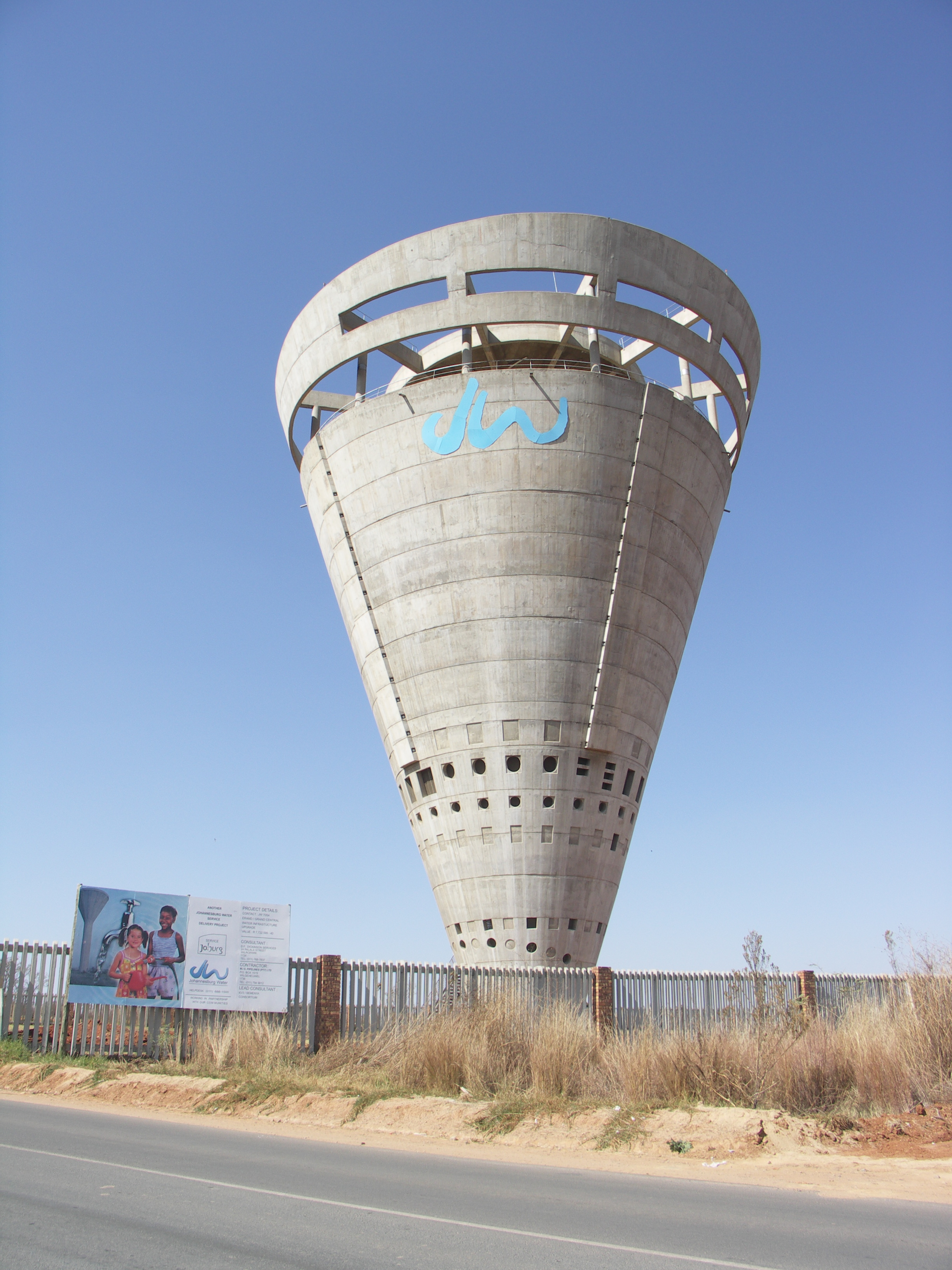
Wasserturm in der Skyline von Midrand